# Nina Alexandrowna Dudarowa
Nina Alexandrowna Dudarowa (russisch Нина Александровна Дударова; * 1903 in St. Petersburg; † 1992 in Moskau) war eine sowjetische bzw. russische Dichterin und Übersetzerin.

## Leben
Dudarowas Mutter war eine Romni und gehörte als Sängerin und Tänzerin zu einem Roma-Chor. Der russische Stiefvater behandelte Nina Dudarowa wie ein eigenes Kind.
Während ihres Lehramt-Studiums trat Dudarowa 1925 in den gerade gegründeten Allrussischen Verband der Roma in Moskau ein. Zu den Zielen des Verbands gehörten der Kampf gegen den Analphabetismus und die Gründung von Roma-Schulen. Sie erhielt 1926 zusammen mit dem Rom Nikolai Pankow (1895–1959), Dichter und Übersetzer, den Auftrag, ein Romani-Alphabet zu entwickeln. Mit dem so entstandenen (kyrillischen) Alphabet für den russischen Romani-Dialekt wurden bis 1938 mehr als 300 Bücher der Roma-Literatur geschrieben. die aber nur in Moskau und wenigen großen Städten Verbreitung fanden. Dudarowa verfasste eine der ersten Romani-Fibeln. Roma-Lehrbücher wurden nicht nur in Schulen, sondern auch bei der Alphabetisierung Erwachsener eingesetzt. Die Roma-freundliche Bildungspolitik endete 1938, als die Roma nicht mehr als eigenständiges Volk der UdSSR behandelt wurden, sondern nun als integraler Bestandteil der UdSSR-Gesellschaft.
Dudarowa und Pankow waren Redakteure der Literatur- und Gesellschaftszeitschrift Newo drom und beteiligten sich an der Herausgabe populärer Almanache, in denen Dudarowa sozialistische Kindergedichte veröffentlichte. Sie half bei der Übersetzung der Werke Alexander Puschkins ins Romani und leitete den öffentlichen Kulturklub Loli tscheren. Sie reiste durchs Land und hielt Vorträge über Bildung, Hygiene, Frauenrechte und gegen Religion.
Seit den 1930er Jahren lehrte Dudarowa Romani im Roma-Theater Romen in Moskau und arbeitete als Redakteurin für Kinderliteratur.
Nach dem Deutsch-Sowjetischen Krieg gab es keine Romani-Programme mehr.